# Нинхаген (Хольтемме)
Нинхаген (нем. Nienhagen) — община в Германии, в земле Саксония-Анхальт.
Входит в состав района Хальберштадт. Подчиняется управлению Боде-Хольтемме. Население составляет 449 человек (на 31 декабря 2006 года). Занимает площадь 6,73 км².